# Gesellenbruderschaft
Gesellenbruderschaft bezeichnet einen Zusammenschluss von Handwerkern unter dem Gedanken der Verbrüderung – im Unterschied zu einem Gesellenverein. Im traditionellen Sinne war diese eine rituelle Handlung mit ethischem Anspruch. In der Neuzeit wurde die Bezeichnung von romantischen bis hin zu banalen „Sauf- und Zechbrüder“-Vorstellungen überdeckt.

## Ursprung der Bruderschaft im Handwerk
Die ersten Gesellenbruderschaften entstanden an den gotischen Bauhütten des Mittelalters. Diese Bauhütten hatten das Monopol auf das klerikale Bauwesen und waren nicht mit der Maurer- und Steinhauerzunft verbunden, sondern eine eigenständige Organisation mit eigenen Statuten und eigener Gerichtsbarkeit. Ein Teil ihres Rituals war die „Bruderschaft“, auf welche sich die Straßburger Steinmetzordnung von 1459 immer wieder beruft. So heißt es etwa in der Einleitung derselben:

„So han wür Meister und Gesellen unsers gantzen gemeinen Hantwercks alle, die dann in Kapitteles wise by einander gewesen sint zu Spyr, zu Stroßburg und Regensburg im namen und anstatt unser und aller Meister und Gesellen unsers gantzen gemeinen Hantwercks obgemeldet, Solich alt Harkumen ernüwert und geluttert, und  Uns diser Ordnung und Bruderschaft gietlich und freyntlich vereynt, und die einhelleklich uffgesetzet, auch gelobt und versprochen für uns und alle unsere Nachkümmen getrüwlich zu halte, also hirnach geschrieben stett.“

In den bekannten Ordnungen der Bauhütten wird immer wieder Bezug auf die Bruderschaft genommen, doch es ist nicht bekannt, in welcher Form sich diese Bruderschaft darstellte. Es gibt aber Hinweise, dass sich die Bruderschaft der Bauhütten bis heute erhalten hat.

## Gesellenbruderschaft in der Zunft
Bei der endgültigen Zerschlagung der deutschen Bauhüttenorganisation 1731 wurde diese von der Maurer- und Steinmetzzunft vereinnahmt. Aus der gleichen Zeit gibt es erste Belege und Dokumente der ältesten deutschen Handwerkerverbindung, der Gesellschaft der rechtschaffenen fremden Maurer und Steinhauer, welche die Bruderschaft noch immer pflegt und sich darüber identifiziert; bei den gleich alten Rechtschaffenen fremden Zimmerleuten ist eine solche Bruderschaft unbekannt und sie verstehen sich auch ausdrücklich nicht als Bruderschaft. Dies ist ein Hinweis, dass es sich bei dem „Bruderschafts-Ritual“ der Rechtschaffenen fremden Maurer und Steinhauer um die Bruderschaft der Bauhütten handeln könnte, denn es ist bei keiner anderen Berufsgruppe bekannt, dass sich die Gesellen schon so früh mit dem Gedanken der Verbrüderung zusammenschlossen. Erst in der Romantik gründeten sich zahlreiche Gesellenvereinigungen, die sich mit dem Namen Bruderschaft schmückten.

## Gesellenvereine als Bruderschaft
Die Ende des 19. Jahrhunderts maßgeblich aus den Rechtschaffenen fremden Maurern abgespaltete Gesellenverbindung der Rolandsbrüder kennt möglicherweise das Ritual der „Bruderschaft“. Der 1910 gegründete Fremde Freiheitsschacht pflegt und lebt die Traditionen einer Gesellenbruderschaft, in deren Mittelpunkt die dreijährige Wanderschaft als Bauhandwerksgeselle steht. Nicht nur, dass sich die Fremden Freiheitsbrüder mit „Bruderherz“ anreden, sie stehen auch bis über den Tod füreinander ein nach der Maxime „Freiheit, Gleichheit und Brüderlichkeit“. Dagegen ist sie unbekannt bei den aus frei umherziehenden, unorganisierten Gesellen entstandene Gesellenverbindung der Vogtländer oder den gerade entstehenden Freireisenden. Ob die rituelle Gesellenbruderschaft bei örtlichen Gesellenverbindungen wie den Gewandhausgesellen oder der Bruderschaft zur Rose bekannt ist, ist fraglich und eher unwahrscheinlich.
Gesellenverbindungen gibt es nicht nur in Deutschland. In England heißen sie Journeyman oder Yeoman Guild, in Frankreich Compagnonnages. Es ist sehr wahrscheinlich, dass die alten Compagnonnages ein der Bruderschaft adäquates Ritual kennen. Zumindest sind Initiationsriten bekannt. Compagnonnages organisieren die Ausbildung junger Mitglieder durch Handwerksmeister, fördern die Wanderschaft („Tour de France“-Periode) und wurden 2010 als „Netzwerk zur Weitergabe von Wissen und Identitätsbildung“ in die UNESCO-Liste des immateriellen Kulturerbes der Menschheit aufgenommen.